# Зубов, Владимир Николаевич (общественный деятель)
Владимир Николаевич Зубов (13 февраля 1862 — 23 июня 1933) — русский дворянин и общественный деятель из рода Зубовых. Активный сторонник литовского национального движения.

## Биография
Сын графа Николая Николаевича Зубова и его супруги — Александры Васильевны, урожд. Олсуфьевой.
Его образованием первоначально занимался писатель Лауринас Ивинскис, который обучил Владимира Зубова литовскому языку. Учился в Шавельской мужской гимназии. В 1886 году окончил Физико-математический факультет Санкт-Петербургского университета, где среди его преподавателей был Дмитрий Менделеев. Поддерживал связи с членами революционной организации «Народная воля».
В Германии, в Галле-Виттенбергском университете, изучал ветеринарию. С 1890 года занимался сельским хозяйством в своих имениях, внедряя новаторские методы ведения сельского хозяйства в унаследованных им крупных поместьях вокруг Шауляя. Он также превратил поместье Гинкунай в современную ферму и первым импортировал коров датской красной породы.
Вместе со своей женой открывал и содержал начальные училища, преподавание в которых велось на литовском языке. Во время запрета на литовскую латиницу поддерживал книгонош и прятал нелегальные книги. В.Зубов содержал шесть начальных школ, которые бесплатно посещали 300 учеников. В каждой школе была небольшая библиотека.
В 1902 году в усадьбе Зубовых Дабикине была основана Литовская демократическая партия. Среди тех, кто находил в свое время убежище в поместье В.Н.Зубова, были Людвиг Варынский, Станислав Нарутович и Тадеуш Рехневский.
Во время Первой мировой войны переехал в Петроград, где поддерживал беженцев из Литвы: в 1914 году он укрывал Винцаса Капсукаса, сбежавшего от царской полиции.
В 1920 году подарил городу Шяуляй свое городское имение с библиотекой. В здании действовала учительская семинария. Ныне — Шяуляйская академия Вильнюсского университета. В результате земельной реформы 1922 года некоторые его имения были национализированы.
В 1933 году решением литовского правительства одной из школ — в Гинкунае, организованных В.Н.Зубовым и его женой, было присвоено имя Софии и Владимира Зубовых, которое она носит до сих пор (в советское время их имена были удалены, но восстановлены в 1989 году).

## Семья
1-й брак (с 1884) — София Билявичюте (1860–1932) из старинного рода жемайтийских дворян, двоюродная сестра Леона Биллевича и Юзефа Пилсудского; сестра Софии — Иоанна была замужем за Станиславом Нарутовичем.  София Билявичуте-Зубовене и Владимир Николаевич Зубов развелись в 1911 году.
Их дети:
- Владимир Владимирович Зубов (1887–1959)
  - Внуки: Владимир Владимирович Зубов, архитектор, Праведник народов мира; Она Владимировна Зубова (в замуж. Эртелене; 1911–1979);  Мария Владимировна Зубова (в замуж. Дементьева;1917–1986).
- Александра Владимировна Зубова (1891–1961)
  - Внуки: Витаутас Фледжинскас (род. в 1919); София Пемпене (Фледжинскайте; род. в 1920); Александра Кашубене (Фледжинскайте; 1923–2019, США), скульптор и архитектор; Юргис Фледжинскас (1924–1988), музыкант (альтист), дирижер, педагог[5].
    - Правнук — Путинас Юргевич Фледжинскас (род. в 1949), композитор.

2-й брак — Вера Ушакова-Бельскене (1877–1941). В 1941 году была депортирована в Сибирь и умерла через полгода в селе Теньга в Алтайской крае.